# Estación Sumalao
Sumalao es una estación de ferrocarril ubicada en el departamento Valle Viejo, dentro del Gran Catamarca, en la provincia de Catamarca, Argentina.

## Servicios
No presta servicios de pasajeros ni de cargas. Sus vías corresponden al Ramal A6 del Ferrocarril General Belgrano.